# 比婆道後帝釋國定公園
比婆道後帝釋國定公園（日语：／ Hibadōgotaishaku kokutei kōen），是位在日本廣島縣、島根縣、鳥取縣的國定公園。1963年7月24日指定。總面積8,416ha。

## 主要景點
- 比婆山
- 道後山
- 吾妻山
- 船通山
- 帝釋峽

## 關連市町村
- 廣島縣 - 原市、神石高原町
- 島根縣 - 奧出雲町
- 鳥取縣 - 日南町

## 關連項目
- 國定公園

## 外部連結
- （日語）國定公園
- （日語）比婆道後帝釋國定公園[永久]